# San Lupo
San Lupo är en ort och kommun i provinsen Benevento i regionen Kampanien i Italien. Kommunen hade 783 invånare (2017).